# Marmita

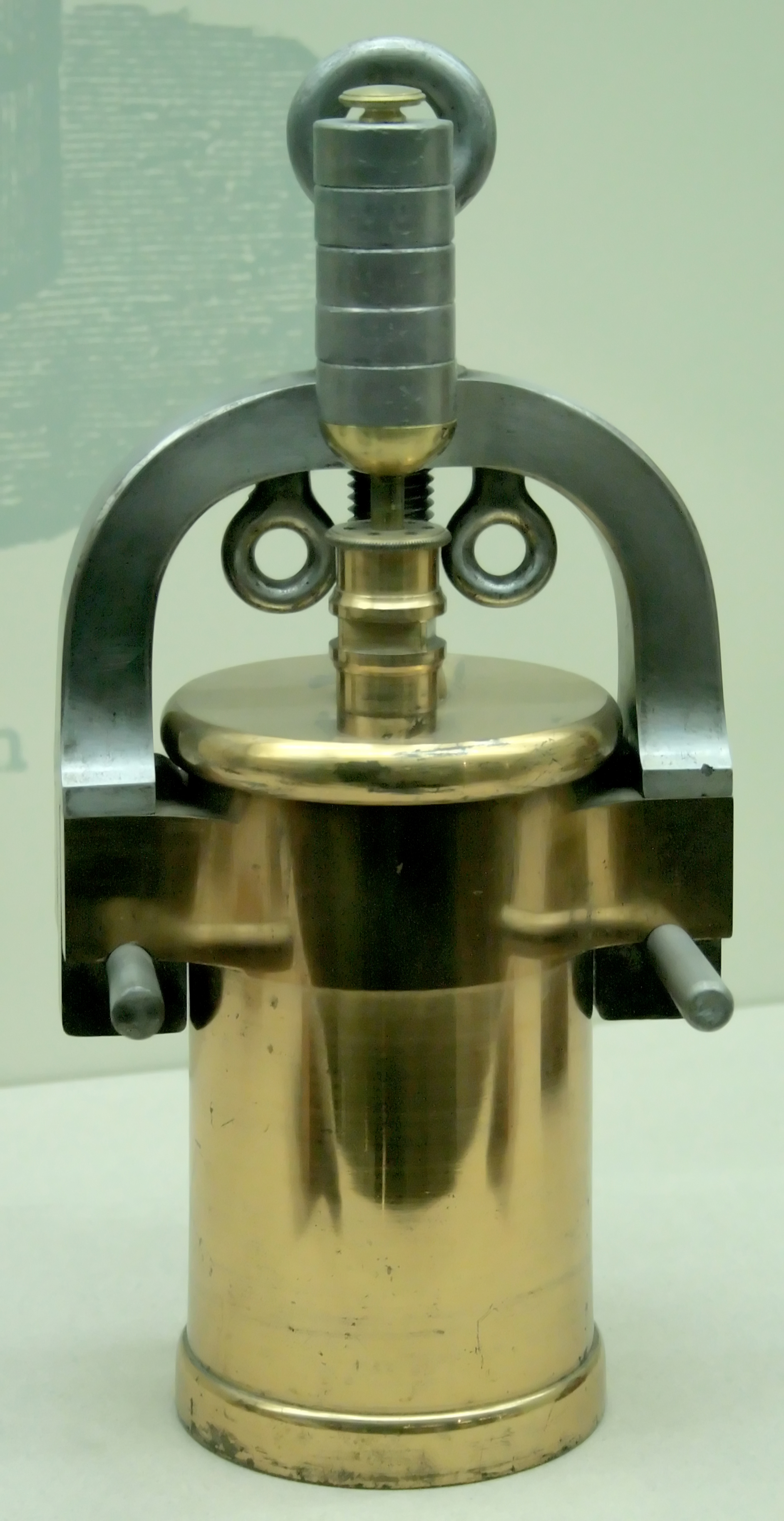
Uno de los modelos de marmita de vapor ideados por el físico Papin. Museo del Ferrocarril de Madrid (Madrid, España).

Una marmita es un recipiente de la familia de las ollas que dispone de una tapa para aprovechar el vapor, y una o dos asas. Para la RAE es olla exclusivamente metálica, aunque en el uso popular del término en la mayoría de los países de habla hispana, la marmita es sinónimo de olla, puchero o cazuela, y por tanto, puede estar hecha de los materiales comunes a dichos útiles de cocina, desde el barro hasta la cerámica más sofisticada, pasando por el vidrio, aleaciones metálicas, etc. En otros contextos tanto culturales como geográficos, la marmita se identifica con el ancestral caldero metálico.
Es voz de origen francés, introducida con una grafía muy similar en otras lenguas de amplio campo geográfico, como el inglés o el español.

## Origen y tipología
La creación de la marmite se le atribuye al físico francés Denis Papin, como uno de los frutos de sus descubrimientos en torno al estudio de las propiedades y aprovechamiento industrial del vapor.
La biblioteca virtual colombiana "Luis Ángel Arango" diferencia varios tipos de marmitas: de vapor con chaqueta, de refrigeración con chaqueta, con agitador, al vacío, con agitador de moción doble, de gas y marmita con calentador eléctrico.

## Tipos

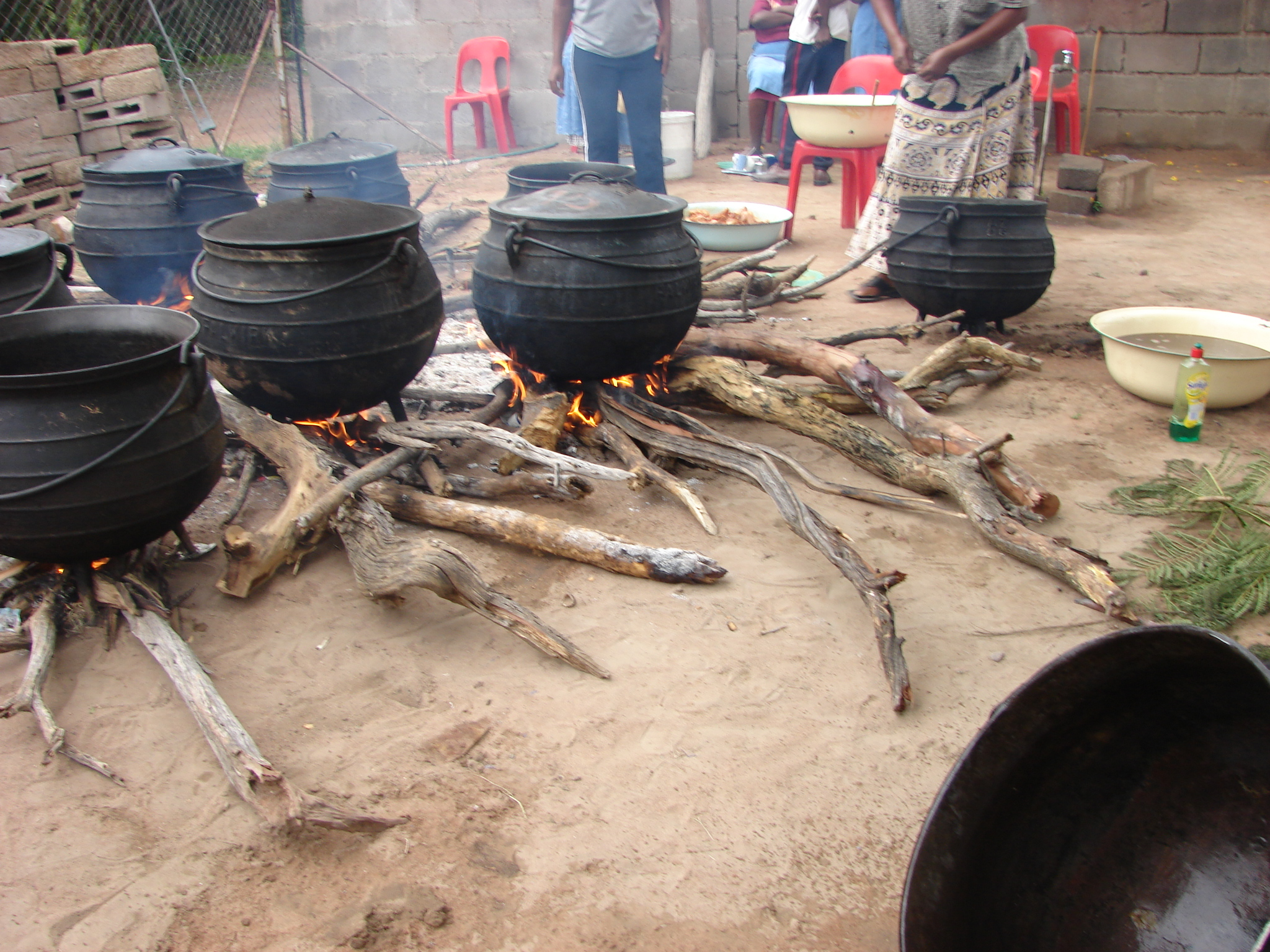
Reunión de marmitas en Seswaa (Botsuana).
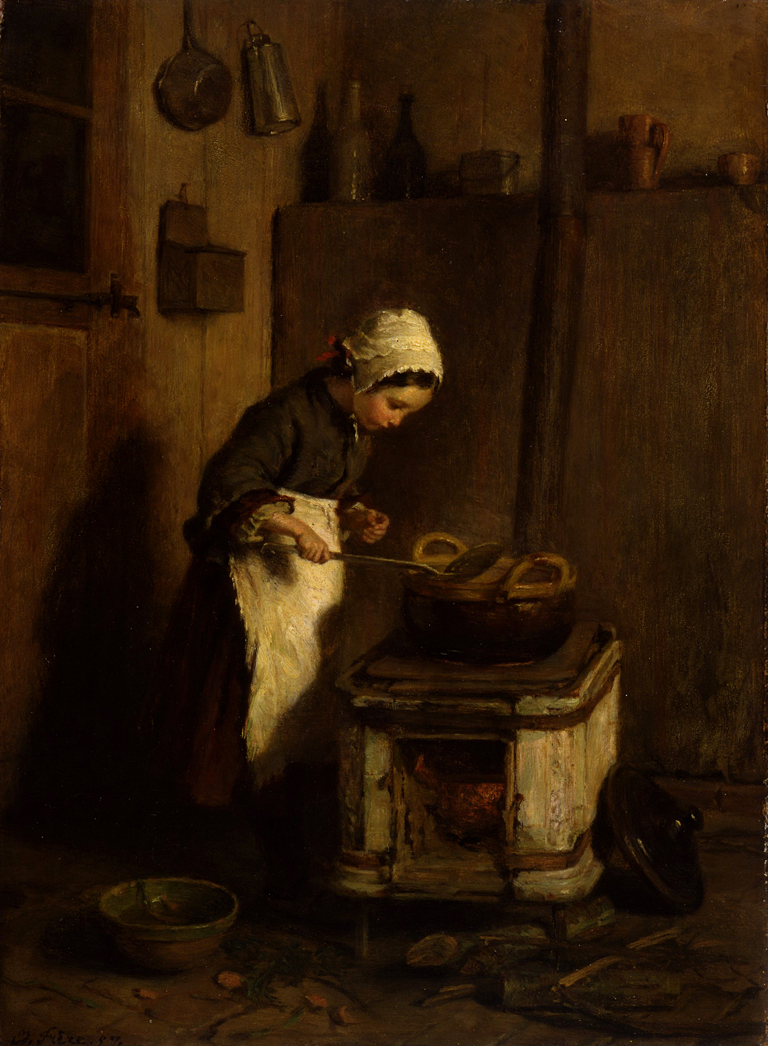
Pierre-Édouard Frère: La joven cocinera (1857). Museo Walters.
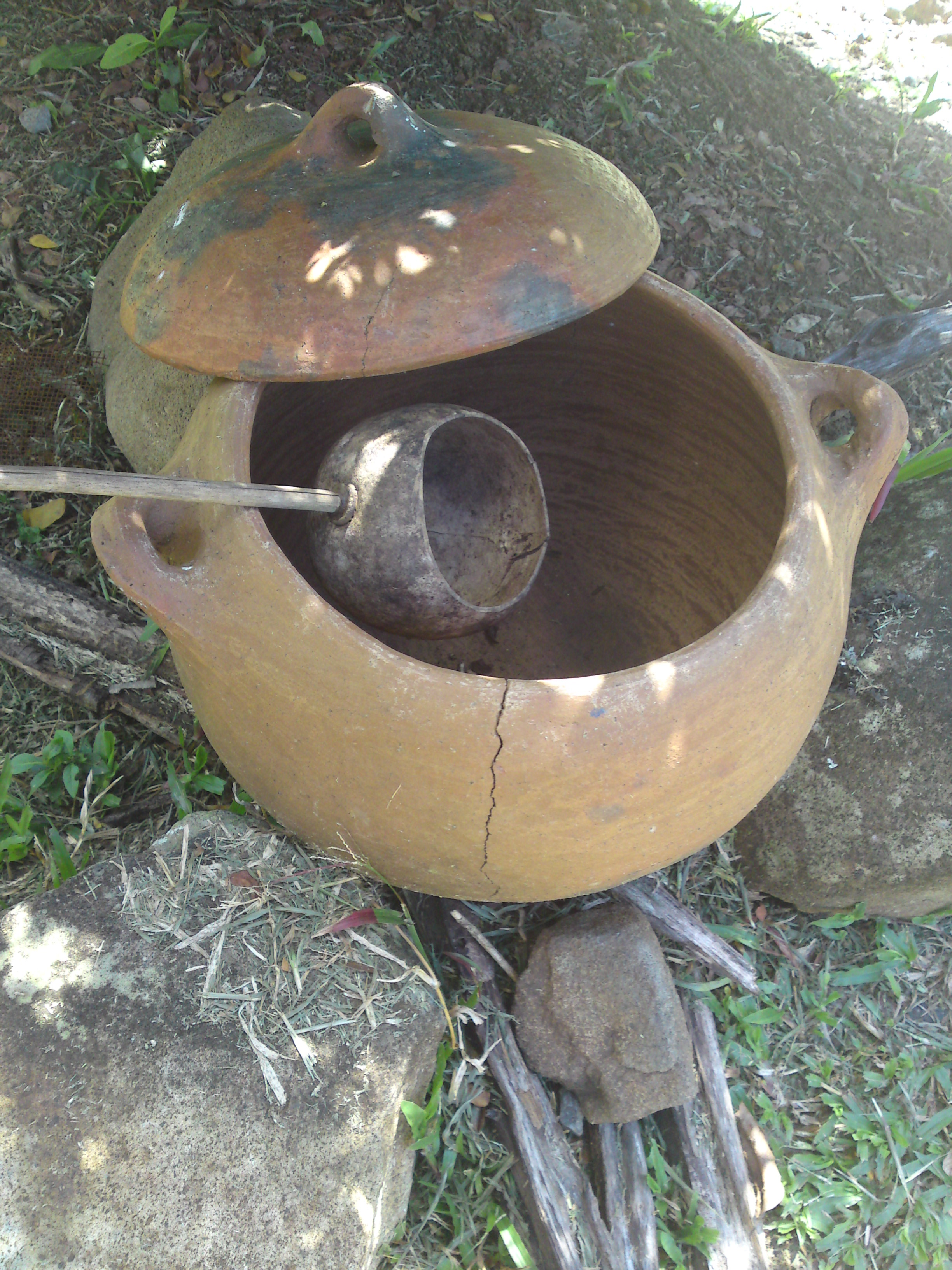
Marmita de barro de la Martinica.
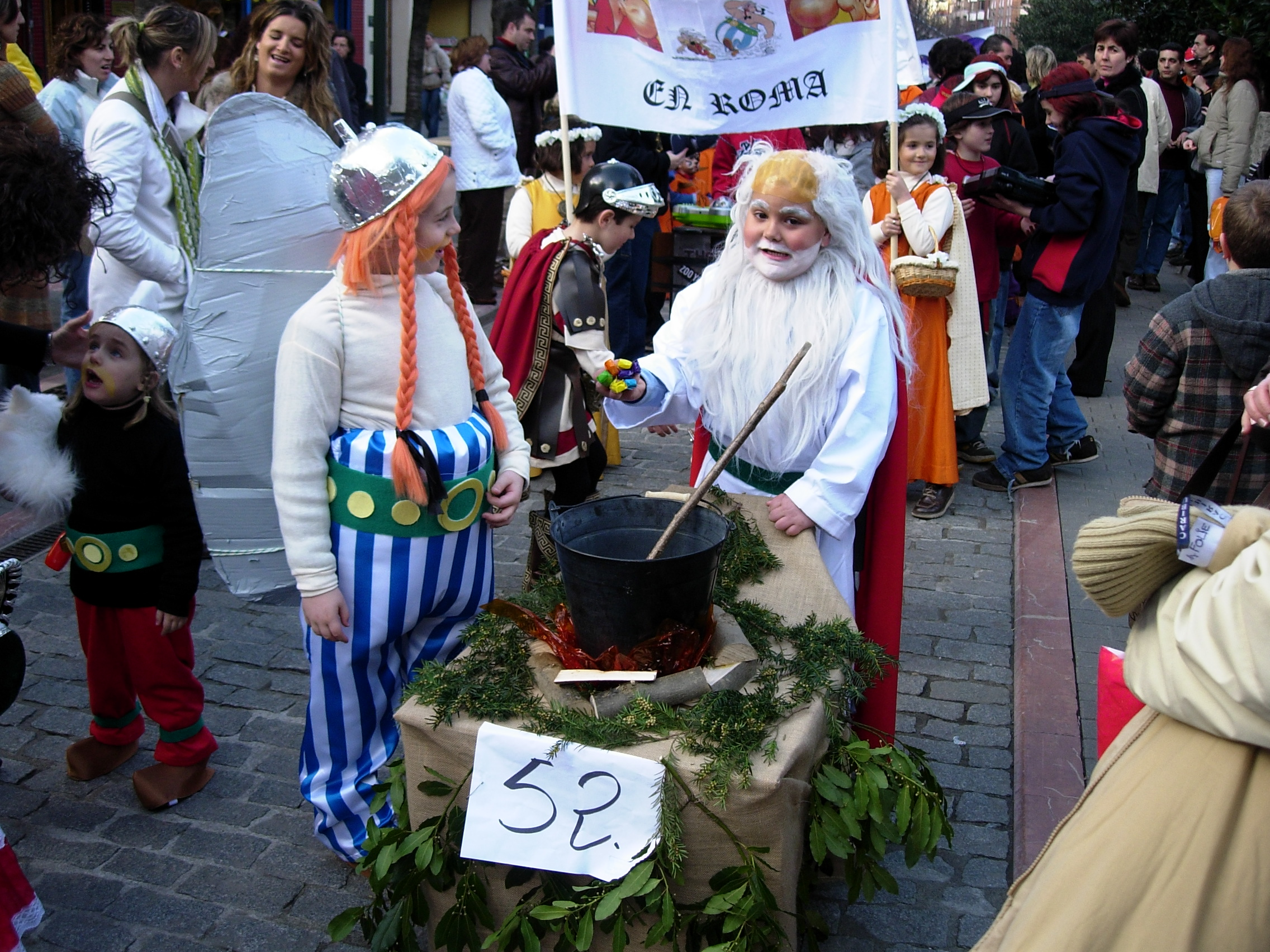
Obelix y Panoramix ante la «marmita».